# Вальтер Альдінгер
Вальтер Альдінгер (нім. Walter Aldinger; 18 серпня 1904, Дюрен — 21 серпня 1945, Оденталь) — німецький політик, депутат рейхстагу, штандартенфюрер СА (30 січня 1941).

## Біографія
З 1918 по 1931 рік працював слюсарем. З 1923 по 1924 рік — член Сталевого шолому. З 15 січня по грудень 1924 року служив добровольцем у 3-й роті 6-го автомобільного батальйону в Мюнхені. 1 червня 1926 року вступив у НСДАП (партійний квиток № 77 299), згодом призначений орстгруппенляйтером Бергіш-Гладбаха. В 1929 році вступив у СА. З 1 жовтня 1930 по квітень 1945 року — крайсляйтер Райніш-Бергішера.
З листопада 1933 по квітень 1945 року — депутат рейхстагу. Після аншлюсу, з 20 березня по 1 червня 1938 року тимчасово працював у Штайрі. В 1941 році призваний у вермахт, учасник боїв на радянсько-німецькому фронті. Літом 1942 року звільнений за станом здоров'я. В 1943 році також призначений заступником крайсляйтера Обербергішера.

## Нагороди
- Золотий партійний знак НСДАП (1 жовтня 1930)